# CCL16
CCL16 (англ. C-C motif chemokine ligand 16) – білок, який кодується однойменним геном, розташованим у людей на довгому плечі 17-ї хромосоми. Довжина поліпептидного ланцюга білка становить 120 амінокислот, а молекулярна маса — 13 600.
| 10         |  | 20         |  | 30         |  | 40         |  | 50         |
| ---------- |  | ---------- |  | ---------- |  | ---------- |  | ---------- |
| MKVSEAALSL |  | LVLILIITSA |  | SRSQPKVPEW |  | VNTPSTCCLK |  | YYEKVLPRRL |
| VVGYRKALNC |  | HLPAIIFVTK |  | RNREVCTNPN |  | DDWVQEYIKD |  | PNLPLLPTRN |
| LSTVKIITAK |  | NGQPQLLNSQ |  |            |  |            |  |            |

A: Аланін

C: Цистеїн

D: Аспарагінова кислота

E: Глутамінова кислота

F: Фенілаланін

G: Гліцин

H: Гістидин

I: Ізолейцин

K: Лізин

L: Лейцин

M: Метіонін

N: Аспарагін

P: Пролін

Q: Глутамін

R: Аргінін

S: Серин

T: Треонін

V: Валін

W: Триптофан

Кодований геном білок за функцією належить до цитокінів. 
Задіяний у таких біологічних процесах, як запальна відповідь, хемотаксис. 
Секретований назовні.